# 皮纳福号军舰

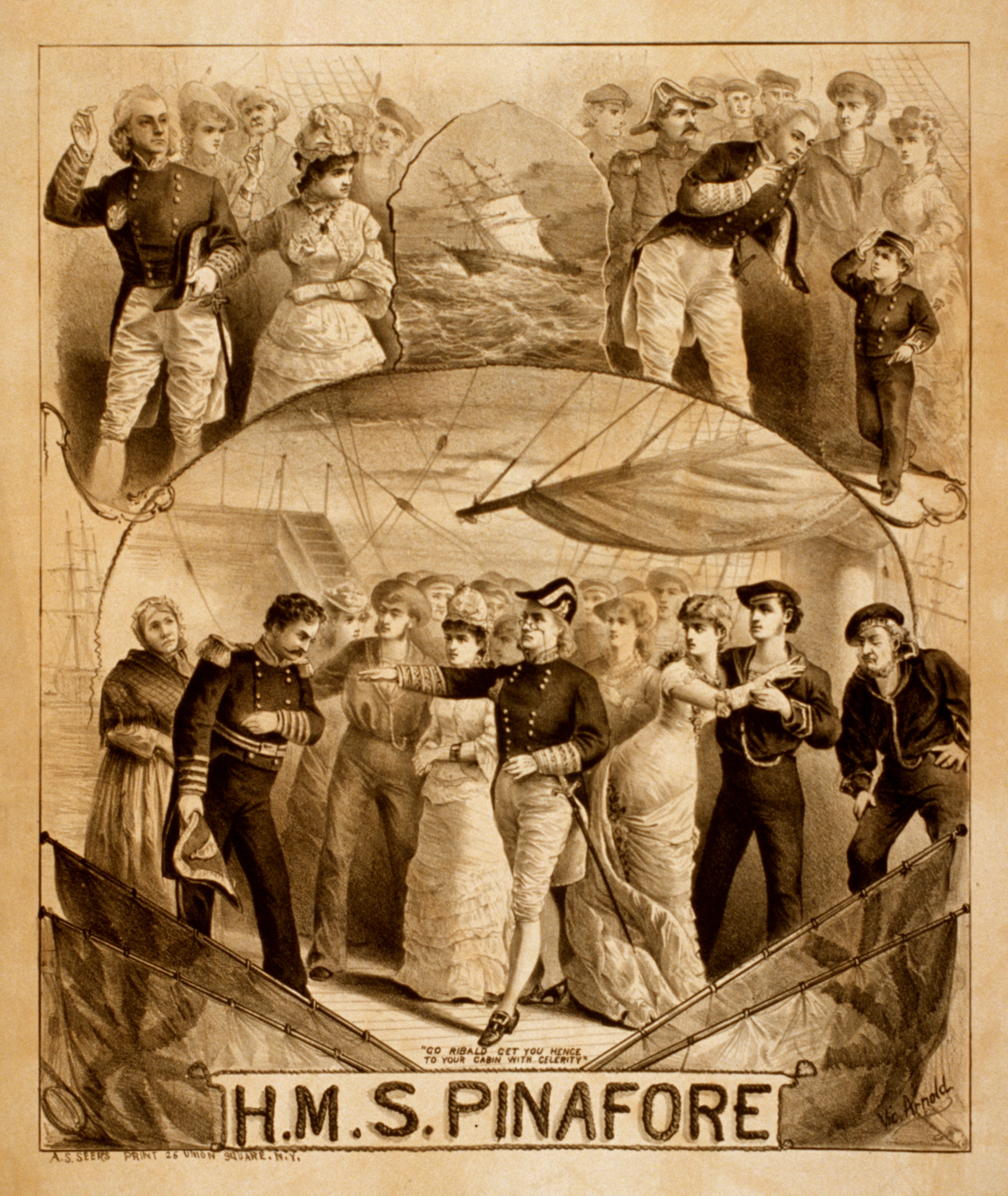
一张美国1879年的《皮纳福号军舰》印刷海报

《皮纳福号军舰》（英語：H.M.S. Pinafore）是一部两幕喜剧，由阿瑟·萨利文作曲，威廉·S·吉尔伯特创作剧本。该剧为萨沃伊歌剧之一，为吉尔伯特与萨利文第四次合作，也是两人合作首次获得巨大成功。1878年5月25日在伦敦首演，连演571场，是当时所有音乐剧院连演场次第二多的歌剧，仅次于《科尔内维尔的钟》（Les cloches de Corneville）。
吉尔伯特从早期创作的几首巴布民谣中提取素材，使《皮纳福号军舰》浸透着欢乐和愚昧的氛围。剧本的讽刺基调延续了《魔术师》（The Sorcerer）的主题——不同阶层的人之间的爱。剧本还讽刺了皇家海軍、议会政治和不合格的权威人士。剧本的名称也很幽默，“pinafore”为小女孩的围裙之意，发音和“semaphore”接近，为海军战船的旗语。
剧本讲述了一个海军上校的女儿爱上了一个低阶层的前桅手（普通船员），她父亲则希望她嫁给海军部长。正如大部分吉尔伯特与沙利文的歌剧一样，在故事的结尾所有的事情有戏剧性的转变。

## 脚注
1. ↑  《皮纳福号军舰》提取素材的巴布民谣包括“Captain Reece” （1868）和“The Bumboat Woman's Story”（1870）。